# Alison Krauss
Alison Krauss (sinh ngày 23 tháng 7 năm 1971 tại Decatur, Illinois) là một ca sĩ nhạc bluegrass và country, kiêm nghệ sĩ kéo đàn vĩ của Mỹ. Cô bước vào nền công nghiệp âm nhạc từ khi còn bé, giành chiến thắng trong các cuộc thi địa phương vào năm lên mười và thu âm lần đầu ở tuổi 14. Cô ký hợp động với Rounder Records năm 1985 và phát hành album solo đầu tay năm 1987. Cô được mời tham dự ban nhạc mà cô vẫn còn biểu diễn cùng cho đến hiện nay, Alison Krauss + Union Station (AKUS). Cô phát hành album đầu tiên với nhóm nhạc vào năm 1989.
Krauss đã phát hành 11 album, xuất hiện trong nhiều nhạc phim, cũng như đem đến sự quan tâm mới của công chúng tới âm nhạc bluegrass ở Hoa Kỳ. Các nhạc phẩm trong phim mà cô biểu diễn đã giúp cô nổi tiếng hơn, trong đó phải kể đến album nhạc phim giành giải Grammy O Brother, Where Art Thou?, được coi là album làm gia tăng lượng công chúng Mỹ tìm đến với bluegrass, và nhạc phim Cold Mountain, đã được cô biểu diễn tại Lễ trao giải Oscar năm 2004. Trong sự nghiệp của mình, cô đã đoạt được tới 26 giải Grammy, đưa cô trở thành nữ nghệ sĩ giành nhiều giải nhất (và xếp thứ ba trên toàn bộ) trong lịch sử giải thưởng này.

## Danh sách đĩa hát
- 1987 – Too Late to Cry
- 1989 – Two Highways
- 1990 – I've Got That Old Feeling
- 1992 – Every Time You Say Goodbye
- 1994 – I Know Who Holds Tomorrow
- 1997 – So Long So Wrong
- 1999 – Forget About It
- 2001 – New Favorite
- 2004 – Lonely Runs Both Ways
- 2007 – A Hundred Miles or More: A Collection
- 2007 – Raising Sand (với Robert Plant)